# Bruno Brígido
Bruno Brígido de Oliveira (Criciúma, 9 de março de 1991), mais conhecido simplesmente como Bruno Brígido, é um futebolista brasileiro que atua como goleiro. Atualmente joga pelo Estrela da Amadora, de Portugal.

## Carreira
Por volta dos 15 anos, Bruno conciliava as categorias de base do Criciúma com o Squash, na equipe de um clube particular da cidade. Bruno era promessa nas duas modalidades, mas preferiu enveredar pelos caminhos das luvas de goleiro. Com a equipe júnior, foi bicampeão catarinense em 2010 e 2011. Foi titular em três partidas na Série B de 2011. Em 2012 atuou em uma partida do Campeonato Catarinense. Quando era formado o elenco que disputaria a Série B do Campeonato Brasileiro, o Criciúma contratou Douglas Leite, tão experiente quando Michel Alves, que havia sido incorporado ao grupo durante o estadual, não demorou para Bruno entender que com dois goleiros experientes, sua competição se limitava a melhorar com os treinamentos e foi desta forma que ganhou o respaldo do preparador de goleiros Ubiratan Melo, o Bira. Em 2013, mesmo com as chegadas de Helton Leite, ex-Ipatinga, e Darley, ex-Náutico, virou favorito para assumir a camisa de número 1 do clube. Bruno mostrou confiança em seu potencial para conquistar a titularidade:
| “ | Tenho que mostrar que estou preparado. Trabalhei muito para isso. Pretendo fazer carreira longa com a camisa do Criciúma. | ” |

Titular nas primeiras rodadas do Campeonato Catarinense de 2013, Bruno agarrou a oportunidade e assumiu a titularidade no gol do Criciúma.
No dia 21 de dezembro de 2017, assinou contrato com o Guarani Futebol Clube, para a temporada de 2018. Foi um dos principais nomes da campanha do acesso e do título na Série A2 naquele ano.
Em junho de 2018, aceita uma proposta do Feirense, da primeira divisão de Portugal, com contrato de três anos.

## Estatísticas
Até 29 de agosto de 2014.

### Clubes
| Clube             | Temporada         | Campeonato nacional | Campeonato nacional | Copa nacional[a] | Copa nacional[a] | Competições continentais[b] | Competições continentais[b] | Outros torneios[c] | Outros torneios[c] | Total | Total |
| Clube             | Temporada         | Jogos               | Gols                | Jogos            | Gols             | Jogos                       | Gols                        | Jogos              | Gols               | Jogos | Gols  |
| ----------------- | ----------------- | ------------------- | ------------------- | ---------------- | ---------------- | --------------------------- | --------------------------- | ------------------ | ------------------ | ----- | ----- |
| Criciúma          | 2009              | 0                   | 0                   | 0                | 0                | 0                           | 0                           | 0                  | 0                  | 0     | 0     |
| Criciúma          | 2010              | 0                   | 0                   | 0                | 0                | 0                           | 0                           | 0                  | 0                  | 0     | 0     |
| Criciúma          | 2011              | 3                   | 0                   | 0                | 0                | 0                           | 0                           | 2                  | 0                  | 5     | 0     |
| Criciúma          | 2012              | 0                   | 0                   | 0                | 0                | 0                           | 0                           | 1                  | 0                  | 1     | 0     |
| Criciúma          | 2013              | 11                  | 0                   | 6                | 0                | 0                           | 0                           | 22                 | 0                  | 39    | 0     |
| Criciúma          | 2014              | 4                   | 0                   | 1                | 0                | 1                           | 0                           | 0                  | 0                  | 6     | 0     |
| Criciúma          | Total             | 18                  | 0                   | 7                | 0                | 1                           | 0                           | 25                 | 0                  | 51    | 0     |
| Total na carreira | Total na carreira | 18                  | 0                   | 7                | 0                | 1                           | 0                           | 25                 | 0                  | 51    | 0     |

- a. ^ Jogos da Copa do Brasil
- b. ^ Jogos da Copa Sul-Americana
- c. ^ Jogos do Campeonato Catarinense e Jogo amistoso

## Títulos
Criciúma
- Campeonato Catarinense Júnior: 2010, 2011
- Campeonato Catarinense: 2013

Coritiba
- Campeonato Paranaense: 2017

Guarani
- Campeonato Paulista - Série A2: 2018 ‎

## Prêmios individuais
Criciúma
- Melhor Goleiro do Campeonato Catarinense: 2013
- Revelação do Campeonato Catarinense: 2013